# Auke Hettema
Auke Hettema (Leeuwarden, 7 december 1927 – Amsterdam, 19 mei 2004) was een Nederlandse beeldhouwer.

## Leven en werk
Auke Hettema was een zoon van boekhouder Cornelis Hettema en Tettje van Randen. Hij bezocht de hbs in Leeuwarden en was, net als zijn tweelingbroer Renze Hettema, een enthousiast tekenaar. Door geleende kunstboeken kreeg hij interesse in beeldhouwkunst. Hij nam contact op met Bertus Sondaar en kwam via hem met diverse beeldhouwers in aanraking. Hij werkte als hulp bij Sondaar, Jan Havermans, Mari Andriessen en Han Wezelaar. Vanaf 1947 studeerde hij, gelijktijdig met zijn tweelingbroer, beeldhouwkunst bij onder anderen de hoogleraar Piet Esser aan de Rijksakademie van beeldende kunsten in Amsterdam. Hij bleef de rest van zijn leven in Amsterdam wonen.
Hettema behoorde tot de generatie Nederlandse beeldhouwers die na de Tweede Wereldoorlog hun carrière begonnen met het maken van oorlogs- en verzetsmonumenten, zoals het verzetsmonument in de Prinsentuin in Leeuwarden. In 1951 won hij de Prix de Rome, met De blinde, een beeld ter herinnering aan een oogarts. Hij kon daardoor in 1952-1953 een tijd in Italië verblijven. Hij leerde er zijn latere vrouw kennen, die letteren studeerde in Rome. Hettema maakte ook nog studiereizen naar Frankrijk (1955) en, met zijn vrouw, naar Zuid-Italië en Griekenland (1956). Hij maakte figuratieve beelden, waaronder standbeelden van Hugo de Groot en Willem van Oranje, maar in de jaren zestig ook abstracte werken.
Hettema werd in 1959 lid van de Nederlandse Kring van Beeldhouwers, van 1959 tot 1965 was hij voorzitter van de Kring. Hij was ook lid en voorzitter van de Nederlandse Kring van Tekenaars.
Auke Hettema overleed in 2004, op 76-jarige leeftijd, in Amsterdam. Hij werd begraven op begraafplaats Vredenhof.

## Werken in de openbare ruimte (selectie)
- Verzetsmonument Wol forbûke net forslein 1940 - 1945 (1955), Prinsentuin, Leeuwarden
- standbeeld Piet Paaltjens (1959), hoek Haagweg/Klikspaanweg, Leiden
- Vrouw met ganzen (1959), Zuiderpark, 's-Hertogenbosch
- Multatuli / Max Havelaar (1960), eerste penning voor de Vereniging voor Penningkunst
- Vechtende engelen (1964), Huize Heijendaal aan het Geert Grooteplein in Nijmegen
- Elfstedenrijder (1966), Fryslânplein bij de Elfstedenhal, Leeuwarden.
- Strijdende geesten (1966, geplaatst in 1968), Wilhelminapark, Utrecht
- standbeeld Hugo de Groot (1970), voor het Stadhuis van Rotterdam
- Wetterwolf (1973), Havenweg in Stavoren
- De Veenarbeider (1973), Voltastraat, Hoogeveen
- Het Friesche Paard (1981), Nieuwestad, Leeuwarden
- Dwaze moeder (1989), Dwaze Moedersplein, Osdorp
- Coornhert (1990), gelegenheidspenning voor de Vereniging voor Penningkunst
- standbeeld Jan van Hooff (1992), Markt, Eindhoven
- standbeeld Willem van Oranje (2003), in de tuin van het Prinsenhof (Delft). Onthuld door koningin Beatrix.

## Fotogalerij

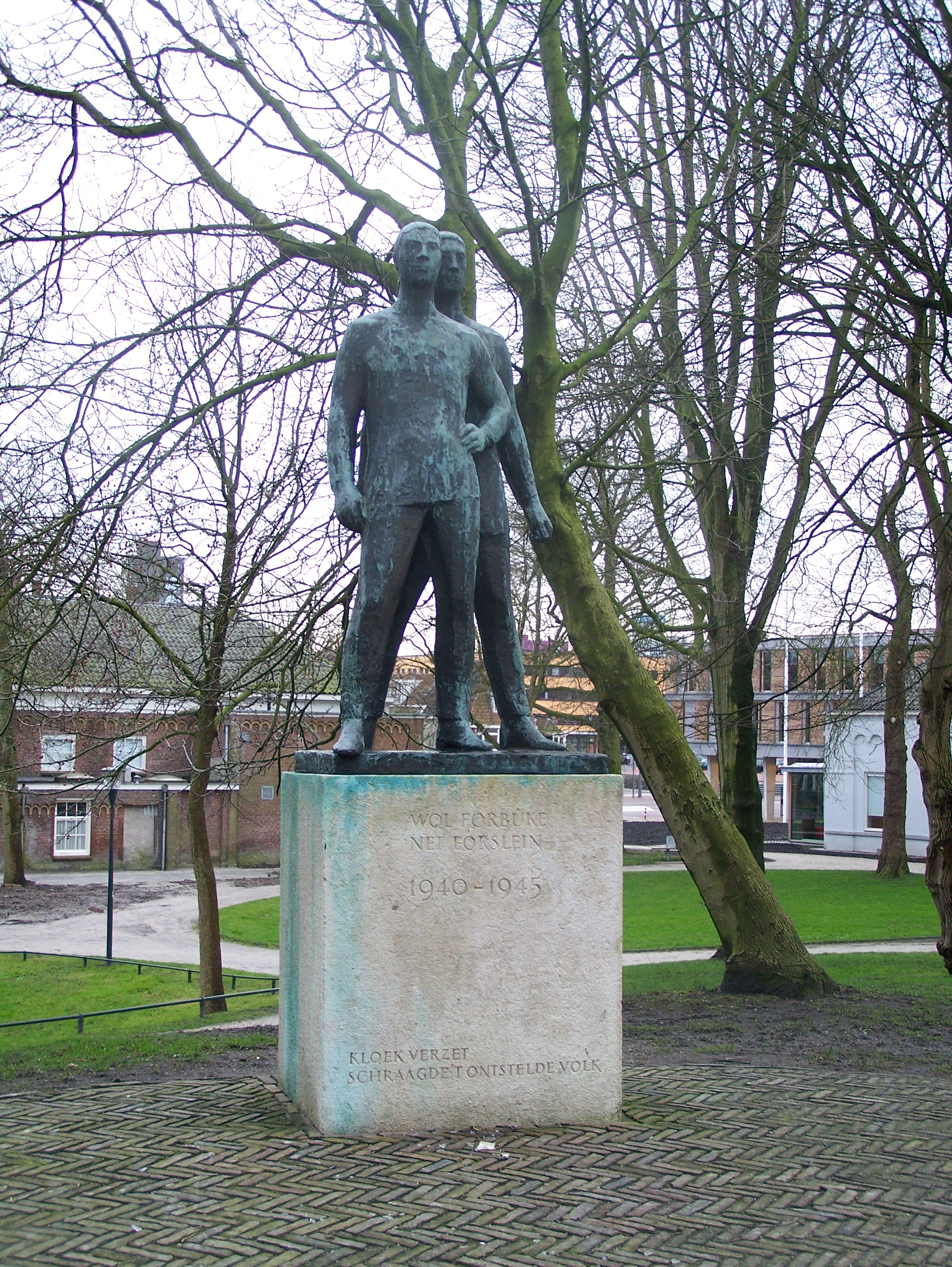
Verzetsmonument Wol forbûke net forslein 1940 - 1945 (1955), Leeuwarden
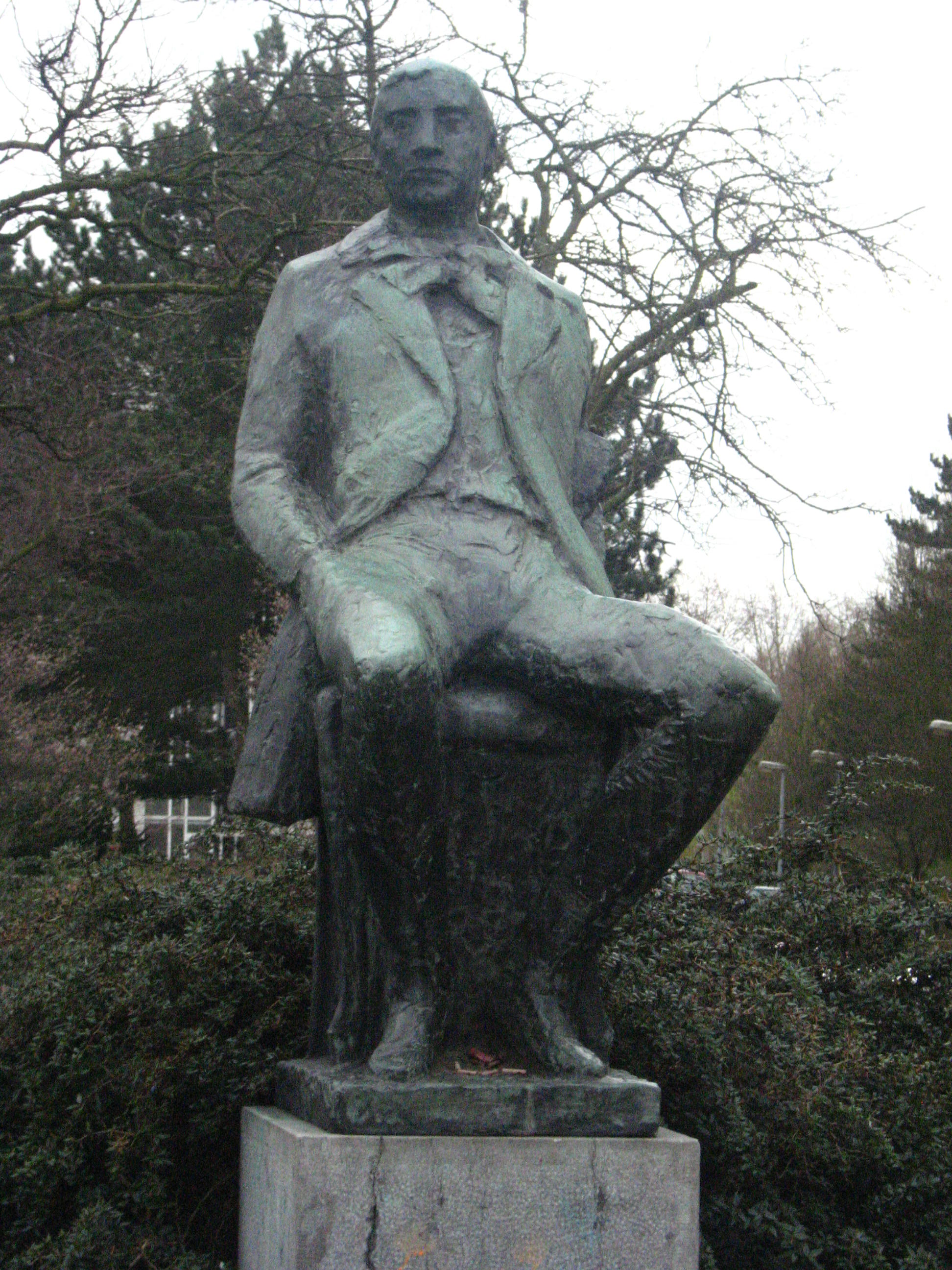
Piet Paaltjens (1959), Klikspaanweg Leiden
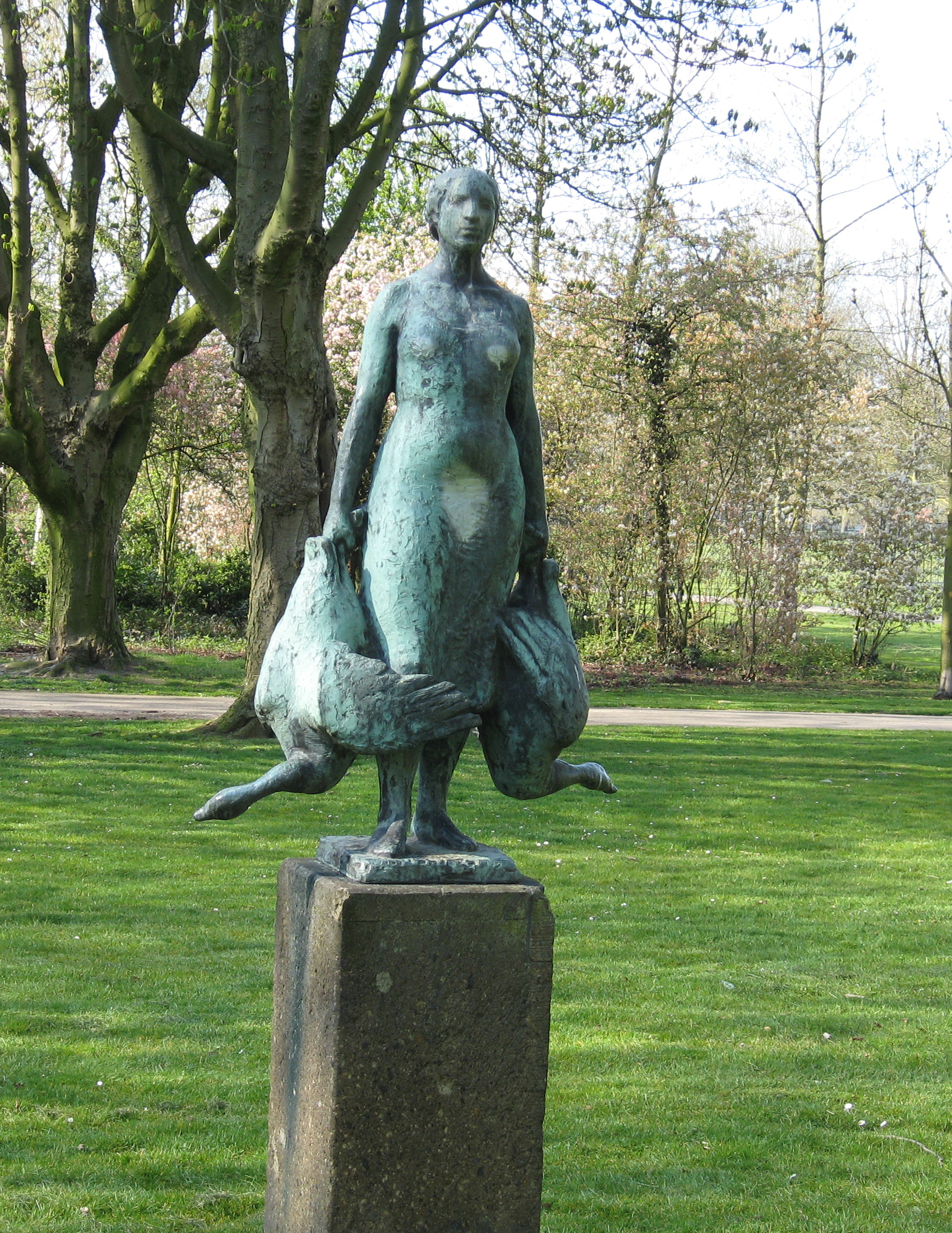
Vrouw met ganzen (1959), Den Bosch
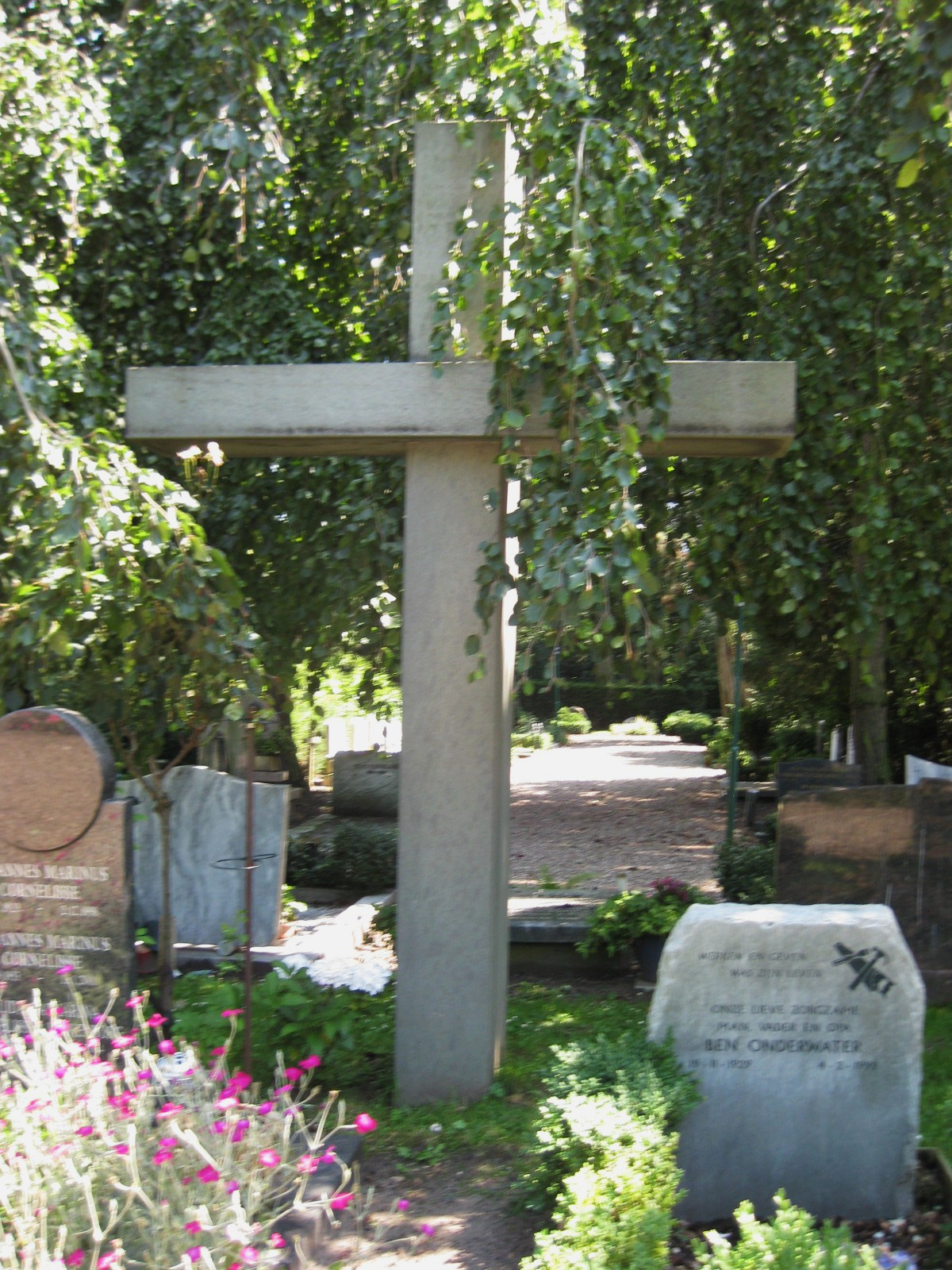
Grafmonument (1965), Amsterdam
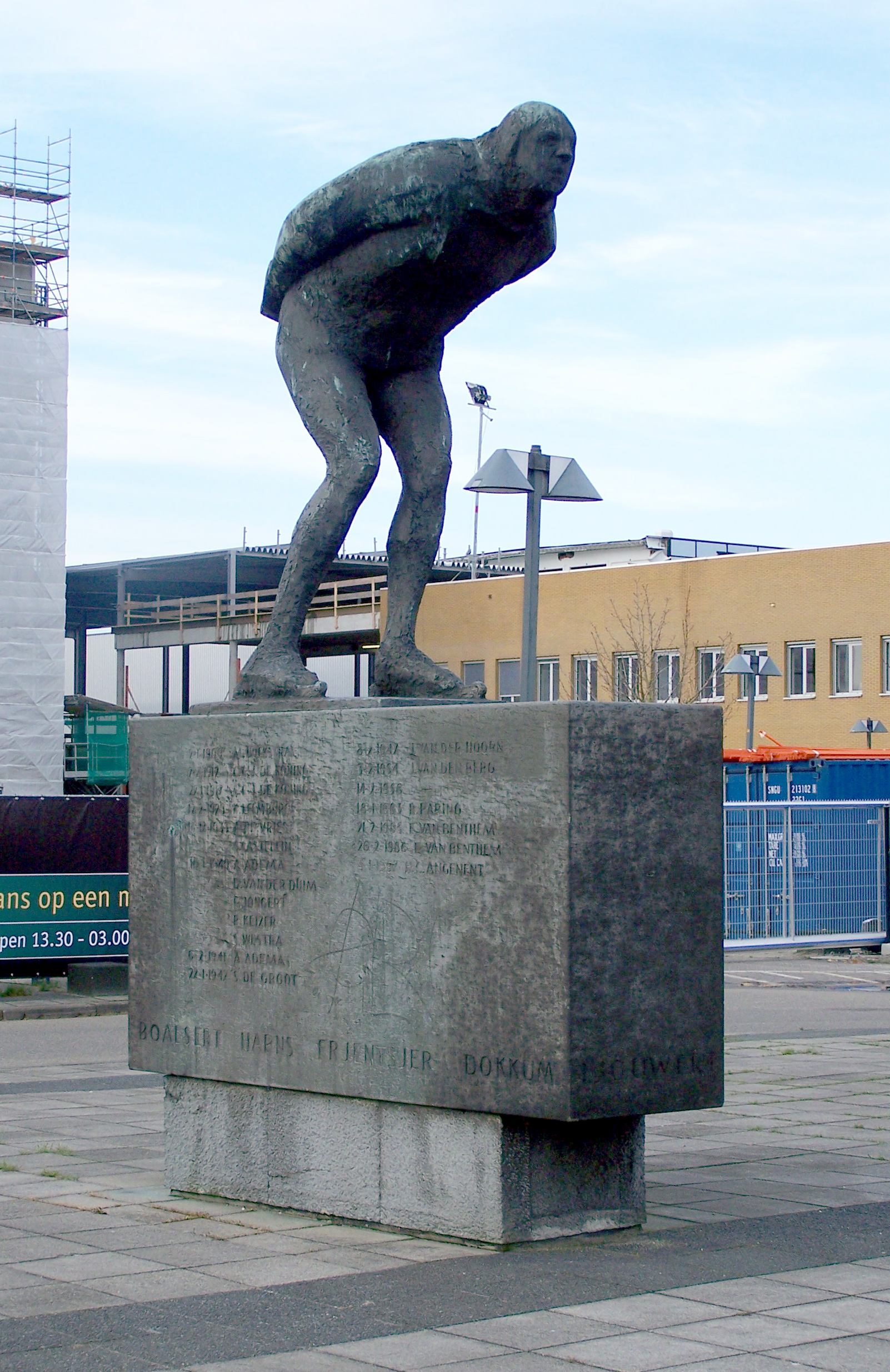
Elfstedenrijder (1966), Leeuwarden
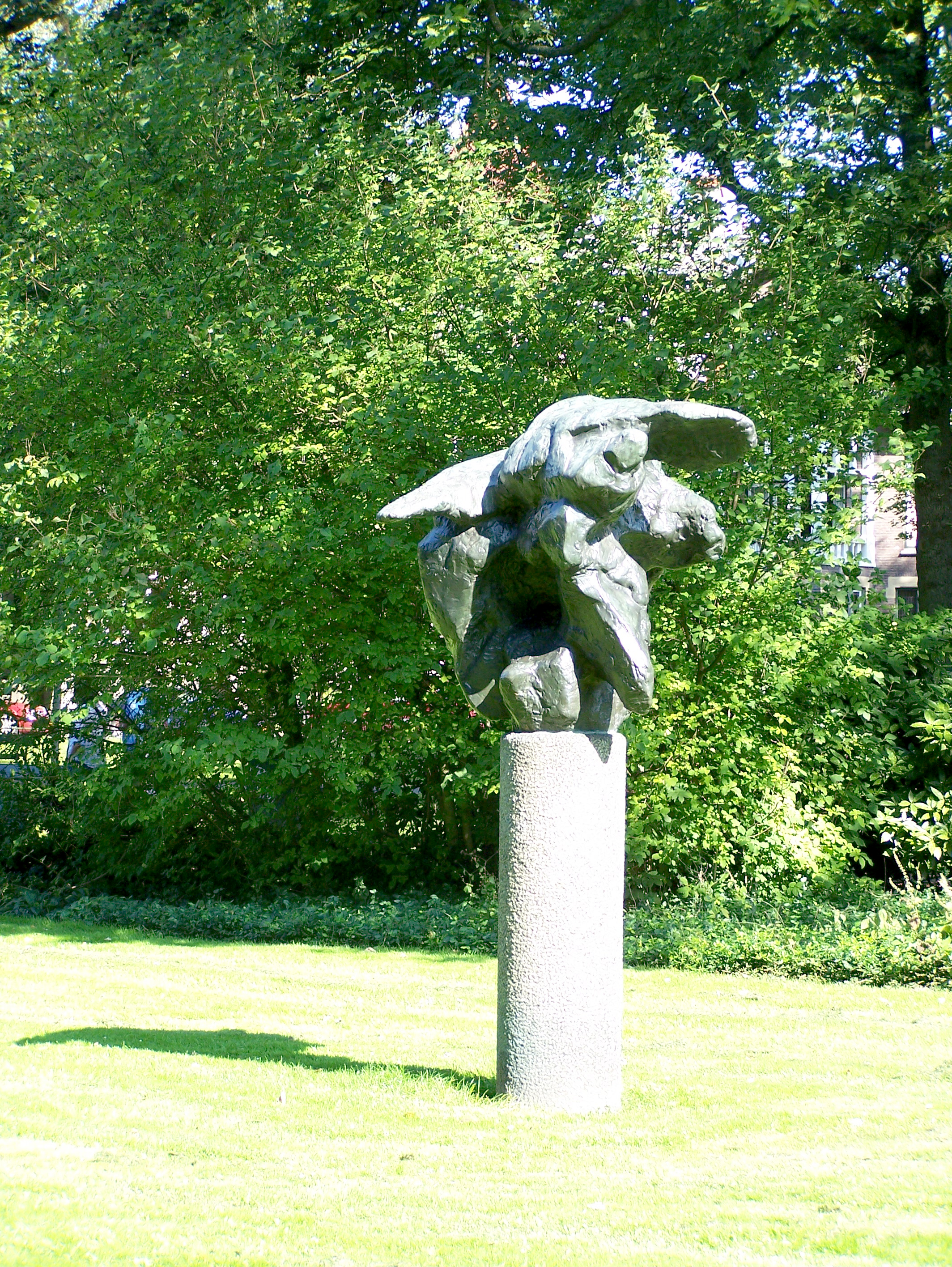
Strijdende Geesten (1968), Utrecht
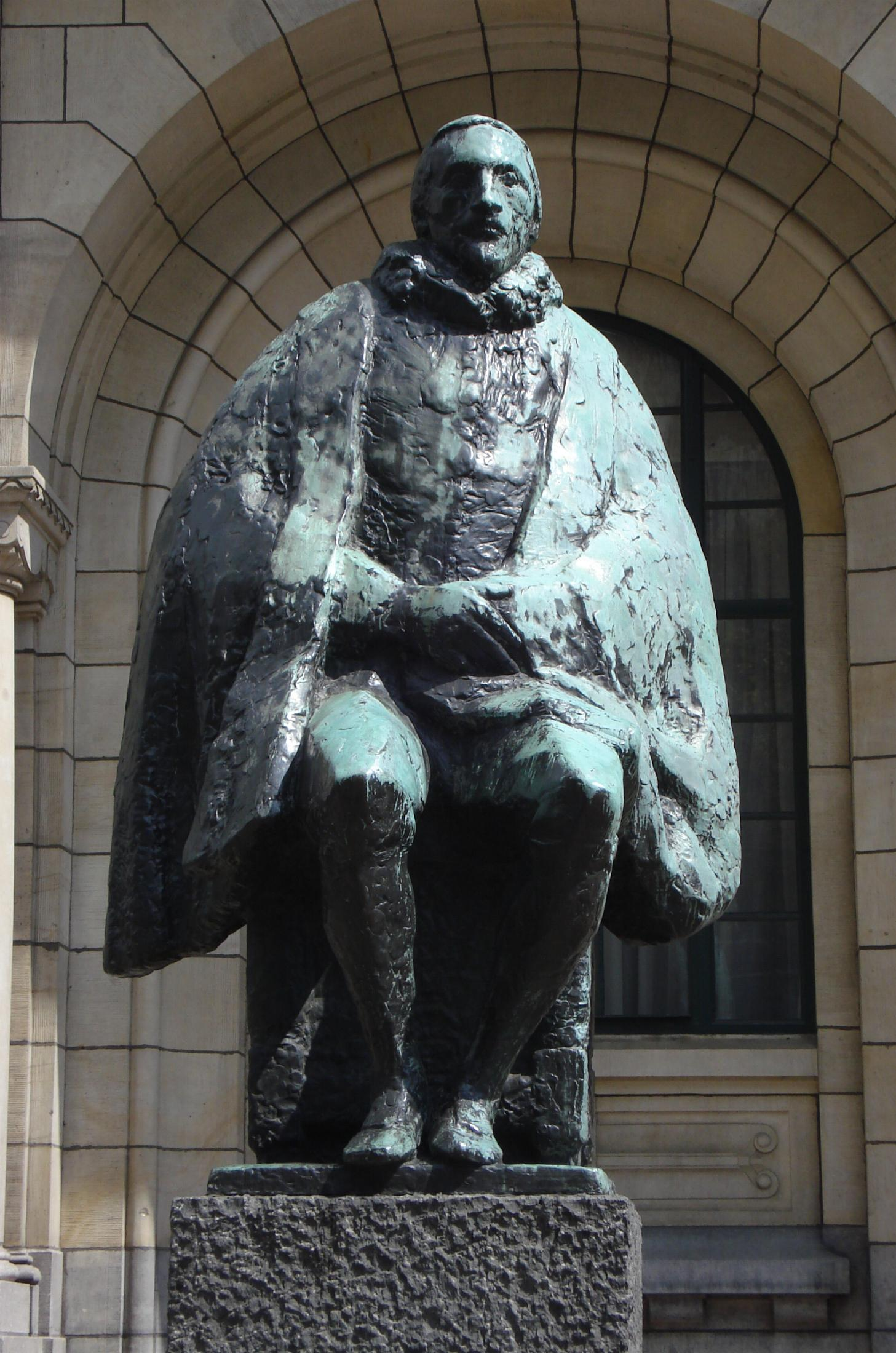
Hugo de Groot (1970), Rotterdam
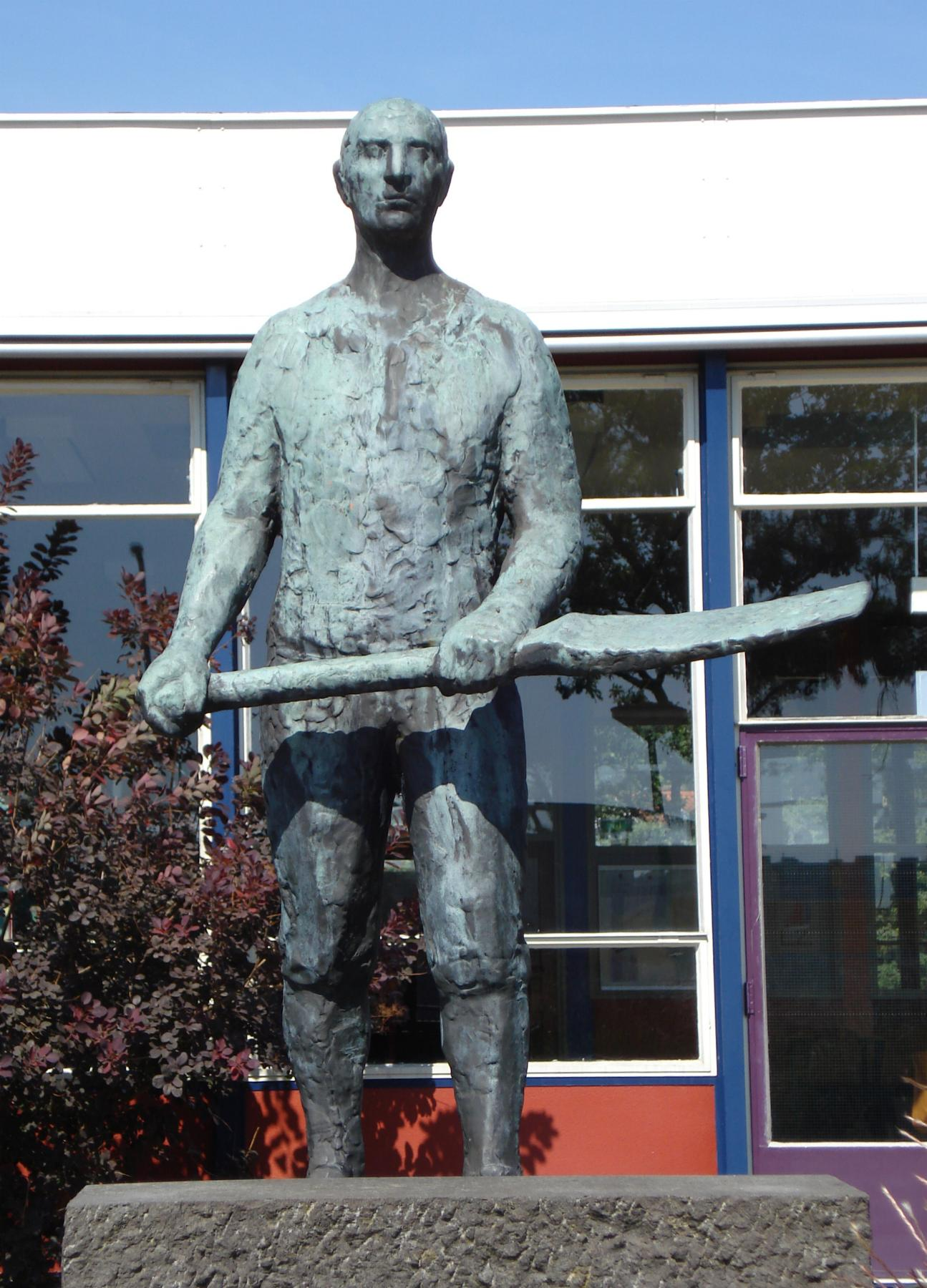
De Veenarbeider (1973), Hoogeveen
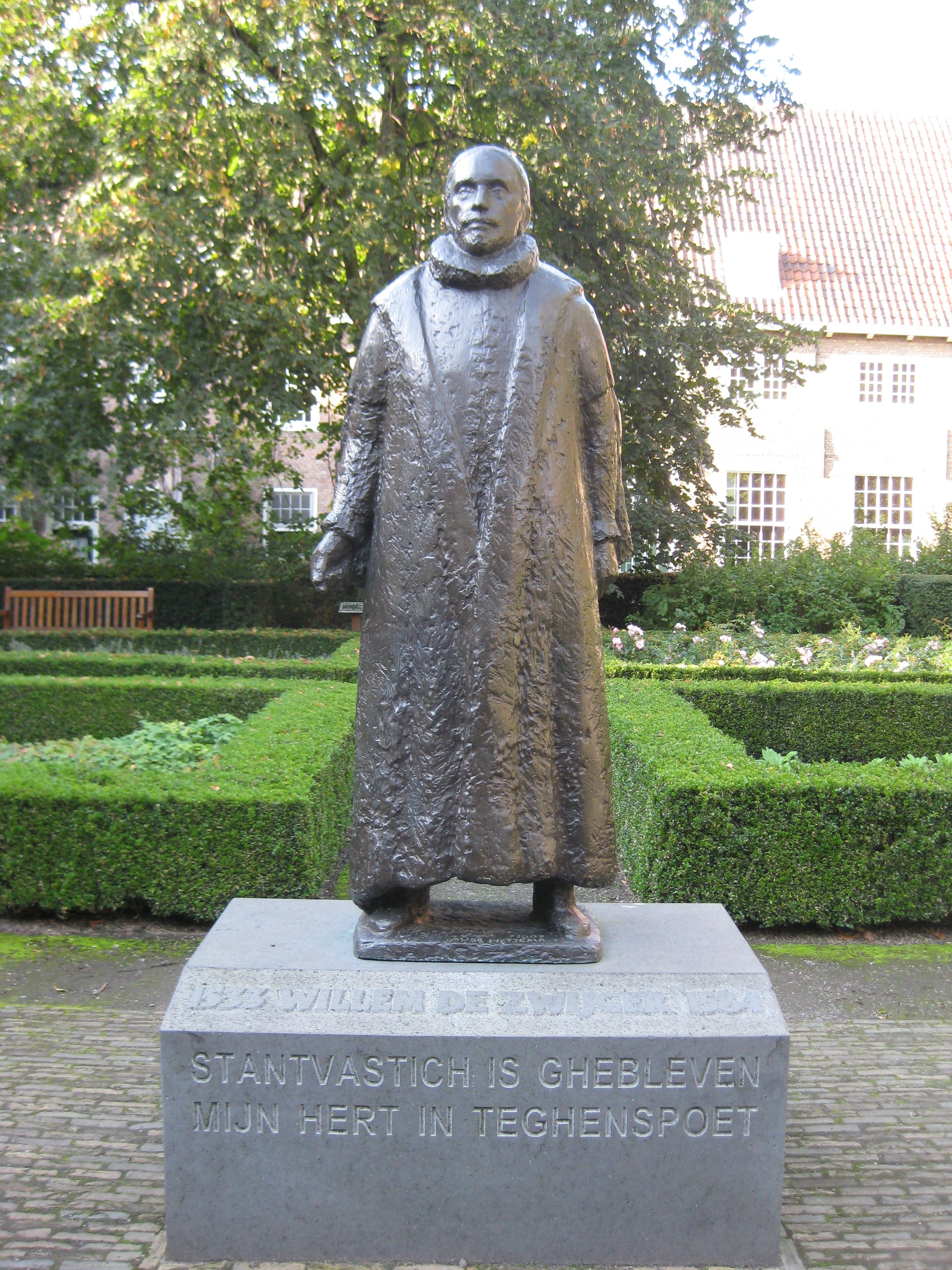
Willem de Zwijger, (2003), Delft